# La niña de mis ojos
La niña de mis ojos es una telenovela venezolana producida y transmitida por la cadena de televisión RCTV entre los años 2001 y 2002. Es una historia original de Alidha Ávila. 
Fue protagonizada por Lilibeth Morillo y Simón Pestana, co-protagonizada por Natalia Streignard y Juan Pablo Raba; y contó con la participación antagónica de Rosalinda Serfaty. 

## Sinopsis
Esteban Olivares es un hombre condenado a no ser feliz desde que perdió la memoria y parte de su vida. María de la Luz Centeno es la niña de sus ojos, una imagen recurrente de su pasado perdido y que él ignora, es la madre de su hijo.
Esteban amó en su adolescencia a María de la Luz, pero un accidente los separó dejándolo amnésico. Rosaura, su madre, quien no quiere a la novia de su hijo por ser ella de clase humilde, lo lleva a Estados Unidos donde Esteban termina sus estudios de ingeniería.
Entretanto, María de la Luz, queda desamparada y embarazada. Sin poder conseguir noticias de Esteban, María de la Luz tiene un hijo Sebastián al que debe criar sola. Alejandro, su amigo incondicional le ofrece matrimonio.
El día de su boda, María de la Luz se cruza en la iglesia con otra pareja. Se trata de Esteban y su nueva novia, la millonaria Isabel con la que se casa ese mismo día . Esteban no reconoce a María de la Luz quien desilusionada se casa con Alejandro. El destino los volverá a unir, y Esteban volverá a enamorarse de María de la Luz sin sospechar que se trata de: "La Niña de mis Ojos".

## Elenco
- Lilibeth Morillo - María de la Luz Centeno
- Simón Pestana - Esteban Olivares Girón
- Natalia Streignard - Isabel Díaz Antoni
- Juan Pablo Raba - Alejandro Rondón Ramírez
- Rosalinda Serfaty - Camila Olivares Sucre
- Hilda Abrahamz - Mercedes Aguirre
- Flavio Caballero - Cristóbal Díaz Antoni
- Amalia Pérez Díaz - Consuelo Landaeta de Olivares
- Carlos Arreaza - Juan Carlos Rondón Ramírez
- Victoria Roberts - Flora Martínez
- Iván Tamayo - Juan Manuel Linares Ponce
- Margarita Hernández - María Delfina Miralles
- Ivette Domínguez - Albertina Ramírez de Rondón
- Gisvel Ascanio - Rosaura Girón
- Marcos Campos - Fernando Garcés
- Alejandro Mata - José Miguel Rondón
- Erick Noriega - Plácido
- Marianela González - Mariana Aguirre
- Oscar Cabrera - Federico Linares Olivares
- Susej Vera - Amparo Rotundo
- Yamilé Yordi - Laura Olivares
- Carlos Camacho - Gabriel Fuentes
- Dora Mazzone - Paula Díaz
- Hernán Díaz - Rubén
- Sheryl Rubio - Renata Antoni Díaz
- Aileen Celeste - Sandra
- Gioia Lombardini - Julia Antoni
- Juan Carlos Garcia - Jaime
- Daniel Aníbal Blasco - Cristian
- Alberto Faría - Sebastián Centeno
- Gladiuska Acosta - Soraya Díaz
- Alessandra Guilarte - Sofía Antoni Díaz
- Benjamín Lafont - Roberto Manrique
- Gonzalo Carré - Pablo
- Julio Pereira - Andrés
- Ogladih Mayorga - (participación especial)
- Vanessa Montes - (participación especial)
- Karl Hoffman - (participación especial)

## Temas musicales
- Con ella por: Cristian Castro - (Tema principal de la telenovela de María de la Luz y Esteban)
- Mi fuerza eres tú por: Axel Fernando - (Tema de Mariana y Federico)

## Producción
- Titular de Derechos de Autor de la obra original - Radio Caracas Televisión (RCTV) C.A.
- Historia original - Alidha Ávila
- Libretos - Alidha Ávila, José Manuel Peláez, José Vicente Quintana, Ana Carolina López, Zaret Romero, Ana Teresa Sosa
- Producida por - Radio Caracas Televisión C.A.
- Vice-Presidente de Dramáticos, Humor y Variedades RCTV Radio Caracas Televisión C.A. - José Simón Escalona
- Dirección General - José Alcalde G.
- Producción Ejecutiva - Leonor Sardi Aguilera
- Producción General - Ana Vizoso González
- Producción de Exteriores - Yenny Morales
- Dirección de Exteriores - Luis Díaz Padilla
- Coordinación - José Luis Arcila
- Edición - Tirso Padilla
- Dirección de Fotografía - Ignacio González, Juan González
- Diseño de Vestuario - Carmen Helena Rivas
- Escenografía - Mario Rinaldi
- Dirección de Arte - Tania Pérez
- Montaje musical - Esnel Noguera
- Música incidental - Armando Mosquera

- Datos: Q5967525